# Service hydrographique et océanographique de la Marine
Le  service hydrographique et océanographique de la Marine — en abrégé, le Shom — est un établissement public à caractère administratif français placé sous la tutelle du ministère des Armées. Il a pour mission de connaître et décrire l'environnement physique marin et d'en prévoir l'évolution. À ce titre, il assure la constitution de bases de données maritimes et littorales de référence pour de nombreux thèmes : profondeur des fonds marins, épaves, courants, température de l'eau, salinité, nature des fonds, etc. Il publie les ouvrages nautiques dont les Instructions nautiques et les cartes marines pour le compte de la France. Il a également une mission de soutien à la Défense, et aux politiques publiques de la mer et du littoral.

## Missions du Shom
La mission du service hydrographique et océanographique de la Marine — le Shom — couvre trois grands domaines. 

### L’hydrographie nationale
Elle est au service de la navigation de surface, dans les eaux sous juridiction française ou placées sous la responsabilité cartographique de la France ; le Shom a aussi pour mission de « connaître et de décrire l’environnement physique marin dans ses relations avec l’atmosphère, avec les fonds marins et les zones littorales, d’en prévoir l’évolution ». Il doit garantir la qualité et la disponibilité de l’information décrivant l’environnement physique maritime, côtier et océanique. Il en coordonne le recueil, l'archivage et la diffusion, pour satisfaire au moindre coût les besoins publics, militaires et civils.

### Le soutien de la défense
Caractérisé par l’expertise apportée par le Shom dans les domaines hydro-océanographiques à la direction générale de l'Armement et par ses capacités de soutien opérationnel des forces. 
La caractérisation physique de la colonne d'eau [salinité, turbidité, température] est très importante dans la lutte sous-marine, car elle a une incidence sur la propagation du son, créant des « zones d’ombres » inaccessibles aux sonars. Les connaître est essentiel pour la lutte sous la mer. La marine française envisage de doter le SHOM de planeurs sous-marins, pour un moindre coût matériel et humain. Elle teste le SeaExplorer de l’entreprise française ALSEAMAR (1000 mètres de profondeur, une centaine de jours d'autonomie) en 2024.

### Le soutien aux politiques publiques de la mer et du littoral
Le Shom valorise ainsi ses données patrimoniales et son expertise auprès des pouvoirs publics, et plus généralement de tous les acteurs de la mer et du littoral, en collaboration avec les principaux organismes de recherche français. Il participe notamment à la « stratégie nationale pour la mer et les océans ». L'action du Shom s'intègre dans la priorité de cette stratégie — dénommée « investir dans l'avenir » — qui suppose de « mieux connaitre pour mieux gérer ».
Le Shom a aussi mission d’assurer la diffusion de la partie publique de ses données.

## Historique
Le service hydrographique et océanographique de la Marine — le Shom — est l’héritier du premier service hydrographique officiel au monde, qui avait été créé en 1720 au début du règne de Louis XV.
- 1696 : publication du Neptune françois.
- 1720 : création du dépôt des cartes et plans de la Marine.
- 1886 : création du service hydrographique de la Marine.
- 1947 : don du fonds ancien — minutes et cartes — au département des cartes et plans de la Bibliothèque nationale de France.
- 1971 : création du service hydrographique et océanographique de la Marine.
- 2007 : création de l'établissement public administratif qui conserve le nom de « service hydrographique et océanographique de la Marine ».

## Fonctionnement

### Organisation
Il est régi par le code de la Défense. Son conseil d'administration est présidé par le chef d'état-major de la Marine et il est dirigé par un directeur général. Il comprend, outre son président, dix-neuf membres : 5 représentants du ministre de la défense ;  5 représentants d'autres ministères (budget, industrie, transports, environnement, outre-mer) ; le secrétaire général de la mer ; 4 personnalités qualifiées ; 4 représentants du personnel.
Le Shom comprend des groupes océanographiques et hydrographiques, ainsi qu'une école.
Ses implantations se situent à Brest, Toulouse, Saint-Mandé, Nouméa et Papeete.
Il emploie en tout 527 personnes (490,64 équivalent temps plein travaillé), dont 60 % sont civiles et 40 % militaires. Son budget annuel est de 58 millions d'euros,

### Flotte
La Marine nationale met à disposition du Shom une flotte hydro-océanographique composée de cinq bâtiments : 
- le Beautemps-Beaupré ;
- le Borda ;
- le La Pérouse ;
- le Laplace ;
- le Pourquoi pas ?.

Ce dernier bâtiment est exploité conjointement avec l'Ifremer. Ces bâtiments permettent notamment au Shom de réaliser des levés hydrographiques.
Cette flotte est complétée par le bâtiment polyvalent Louis Hénin  mis à disposition du Groupe Océanographique du Pacifique par le service des phares et balises (DITTT) de Nouvelle-Calédonie et avec des bâtiments non spécialisés de la marine nationale ou affrétés par elle.

### Coopérations
Le Shom travaille en collaboration avec de nombreux organismes nationaux, dont l'IGN, Météo-France, l'Ifremer, le CNRS. 
Il contribue ainsi par exemple au centre national d'alerte aux tsunamis (CENALT) piloté par le CEA avec le soutien du CNRS, à la « vigilance vagues-submersions » de Météo-France, au « projet MerSure (avec Météo-France, l'IUEM, le CNRS et le pôle « Mer Bretagne Atlantique ») qui vise à poursuivre le développement d’une capacité de prévision océanographique côtière moderne.

### Publications

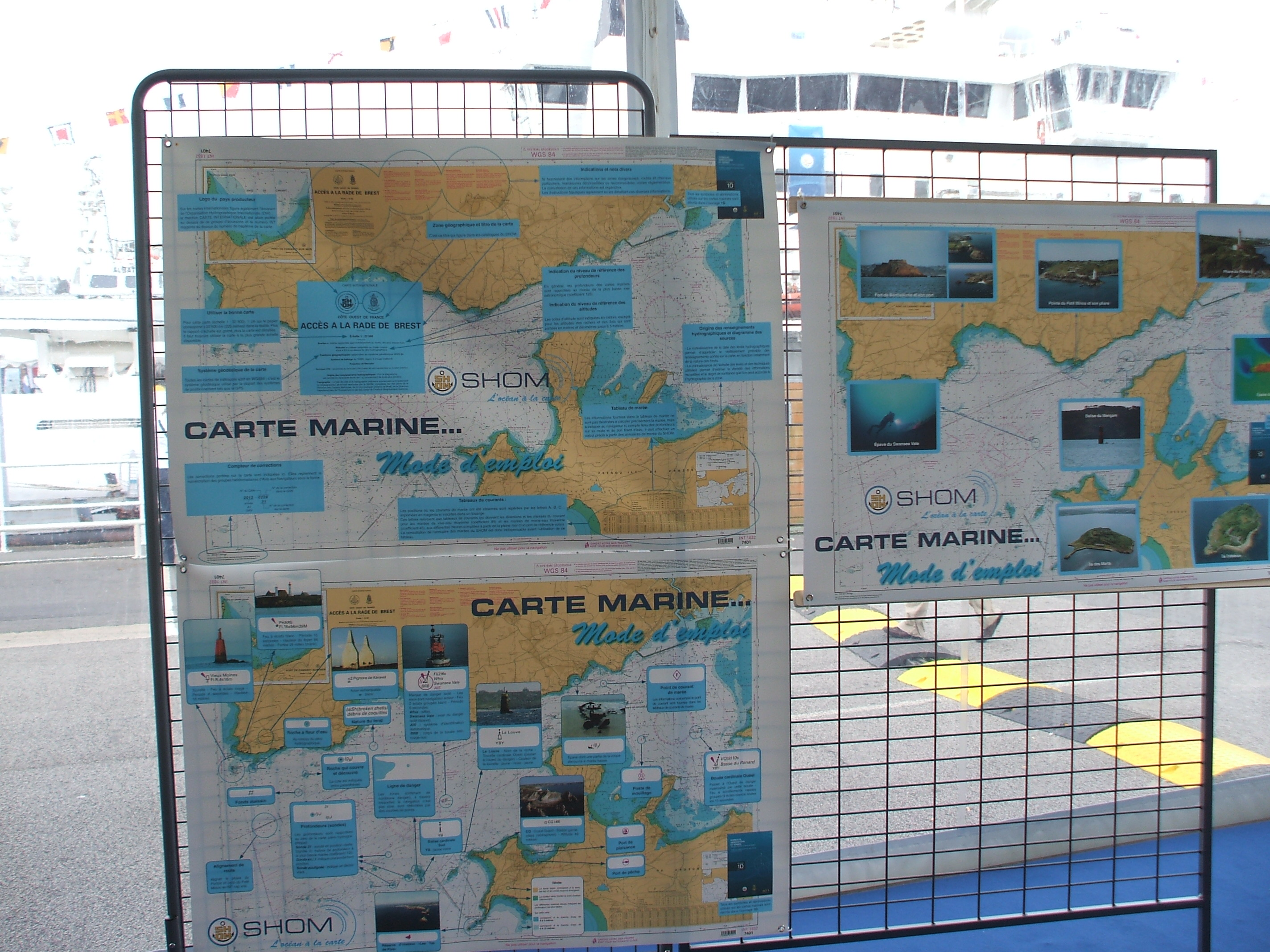
Stand du Shom à Brest 2012.

Les principaux ouvrages nautiques publiés par le Shom sont, de manière non exhaustive :
- des cartes marines sous format papier ou électronique (cartes électroniques de navigation ou ENC) ;
- des livres des feux, recensant les signaux visuels et sonores aussi bien à terre que flottant (par exemple, les phares) ;
- des ouvrages et répertoires des radio-signaux, pour les aides radioélectriques à la navigation et les radiocommunications ;
- des instructions nautiques générales et des instructions nautiques pour la plaisance ;
- les annuaires des marées ;
- les atlas des courants de marée ;
- des guides et ouvrages sur la navigation :
  - des guides du navigateur,
  - un guide des symboles et abréviations utilisés sur les cartes marines (ouvrage n°1D),
  - le règlement international pour prévenir les abordages en mer (RIPAM) (ouvrage n°2),
  - un guide de signalisation maritime (ouvrage n°3) ;
- les groupes d'avis aux navigateurs qui comportent les corrections aux ouvrages précédemment cités, publiés toutes les semaines.

Le Shom publie également :
- des cartes sédimentologiques (cartes "G") ;
- le « SCAN Littoral », en coédition de l'IGN et du Shom ;
- le « Trait de côte Histolitt » (TCH), en coédition avec l'IGN ;
- un logiciel mondial de prédictions de marées « SHOMAR », en format CD-ROM ;
- les références altimétriques maritimes - zéros hydrographiques (Internet) ;
- les statistiques des niveaux marins extrêmes de pleine mer « Manche et Atlantique », en format CD-ROM, en coédition avec le CETMEF, 2008.
- la revue Annales hydrographiques[15]

## Services en ligne
Les services en ligne occupent une place croissante à côté des livraisons matérielles. C'est ainsi que les commandes de certaines publications peuvent être réalisées au moyen d'un espace de diffusion en ligne. Enfin, data.shom.fr propose à tous, professionnels et grand public, des services de visualisation de cartes, d'exploitation de données géographiques maritimes ou encore des mesures de marées ou de prévisions océanographiques.

## Directeurs généraux
- 2000-2007 : ingénieur général de l'armement Yves Desnoës[16]
- 2007-2010 : ingénieur général de l'armement Gilles Bessero[17]
- 2010-2019 : ingénieur général de l'armement Bruno Frachon[18]
- Depuis juillet 2019 : ingénieur en chef de l'armement Laurent Kerléguer[3]

## Équivalents hors de France
- Services hydrographiques nationaux :
  - Europe :
    -  Royaume-Uni : Institut hydrographique du Royaume-Uni (United Kingdom Hydrographic Office, UKHO)
    -  Allemagne : de: Bundesamt für Seeschifffahrt und Hydrographie (BSH)